# Ibrahim Zukanović
Ibrahim Zukanović (Zenica, Yugoslavia; 21 de diciembre de 1957 - 19 de octubre de 2022) fue un futbolista y entrenador de fútbol de Bosnia que jugaba en la posición de defensa.

## Carrera

### Jugador
Comenzó a entrenar fútbol en 1968 en el club juvenil de Čelika de Zenica. En 1974, con Čelik, ganó la Copa Juvenil de Yugoslavia con una victoria en Belgrado sobre el Hajduk de Split. Hizo su debut con el primer equipo de Čelika a los diecisiete años, para el que jugó más de 500 partidos durante 14 años. Jugó durante tres años en el club sueco Assyriska Föreningen, donde terminó su carrera como jugador profesional.
Fue el capitán de la selección nacional juvenil de Yugoslavia en el Campeonato de Europa en Hungría. También jugó para la selección nacional juvenil.

### Entrenador
Al finalizar su carrera como futbolista, trabajó como entrenador, primero en su ciudad natal Čelik, con el que ganó dos copas y un campeonato en 1996 y 1997. Después de Čelik, dirigió a Krajina desde Cazin, que presentó a la Premier League de Bosnia y Herzegovina y al equipo de Zenica. Durante la década de 2010, trabajó en Sloga de Uskopal e Iskra de Bugojan.
Fue entrenador de la selección nacional juvenil de Bosnia y Herzegovina entre 2002 y 2007, cuando Edin Džeko, Vedad Ibišević, Sejad Salihović, Senijad Ibričić y otros vistieron la camiseta de la selección nacional.
| Periodo   | Club               |
| --------- | ------------------ |
| 2002–2007 | Bosnia U-21        |
| 2009–2010 | HNK Sloga Uskoplje |
| 2012–2013 | NK Iskra Bugojno   |

## Logros

### Jugador
Čelik Zenica
- Segunda Liga de Yugoslavia (3): 1978–79 (Oeste), 1982–83 (Oeste), 1984–85 (Oeste)